# Хоргос (Китай)
Хорго́с (кит. упр. 霍尔果斯, пиньинь Huò'ěrguǒsī) — городской уезд в Или-Казахском автономном округе Синьцзян-Уйгурском автономного района КНР.

## История
В эпоху династий Суй и Тан (VI—IX века) Хоргос служил перевалочным пунктом для торговых караванов, направлявшихся в Центральную Азию, и важной почтовой станцией на Великом шелковом пути. 
В ноябре 1983 года в уезде Хочэн был открыт Хоргоский пограничный переход на границе с СССР (после распада СССР — на границе с Казахстаном).
В 2009 году была построена железная дорога Цзинхэ — Инин — Хоргос. В декабре 2011 года было завершено её продолжение на казахстанской стороне, соединившее Хоргос с терминалом в Жетыгене, и с декабря 2012 года по этой линии между Китаем и Казахстаном стали ходить грузовые поезда. В апреле 2012 года начал работу Китайско-казахстанский международный центр приграничного сотрудничества «Хоргос» — первая зона трансграничного экономического сотрудничества, созданная Китаем и другой страной.
Тем временем в районе Хоргосского погранперехода частями Синьцзянского производственно-строительного корпуса была возведена жилищная инфраструктура. В соответствии с постановлением Госсовета КНР от 26 июня 2014 года западная часть уезда Хочэн была выделена в отдельный городской уезд Хоргос. В ноябре 2023 года между Китаем и Казахстаном начал действовать взаимный безвизовый режим, а в декабре 2023 года был основан Хоргосский участок Синьцзянской зоны свободной торговли.

## Административное деление
Городской уезд Хоргос делится на 4 уличных комитета.

## Экономика
Валовой региональный продукт Хоргоса в 2022 году достиг 20,835 млрд юаней (2,86 млрд долл. США), что в 15,5 раза больше, чем в 2013 году.

### Энергетика
В декабре 2009 года был запущен в эксплуатацию 1833-километровый трансграничный магистральный газопровод из Центральной Азии в Китай проектной мощностью 60 млрд кубометров газа в год. В Хоргосе газопровод из Центральной Азии (берёт свое начало на границе между Туркменистаном и Узбекистаном и тянется через территории Узбекистана и Казахстана) соединяется с китайским газопроводом Запад—Восток компании PipeChina West Pipeline. По итогам 2020 года по газопроводу из Центральной Азии в Китай было поставлено более 39 млрд кубометров природного газа, в 2022 году — 43 млрд кубометров (11,8 % общего объема потребления в стране). Газопровод Запад—Восток обеспечивает газом более чем 500 млн жителей 27 провинций, городов центрального подчинения и автономных районов, а также Специального административного района Сянган. Импорт природного газа по трубопроводу из Центральной Азии составил более 15 % от совокупного объёма потребления газа в Китае за 2020 год.

### Промышленность
В Хоргосе расположен мотоциклетный завод компании Kingold, ориентированный на рынок Центральной Азии.

### Внешняя торговля
Хоргос является крупным логистическим узлом, через который в Центральную Азию и Россию экспортируются автомобили и бытовая техника, а обратно импортируются сельскохозяйственная продукция и продукты питания (в том числе фрукты, овощи, зерно, мука, кондитерские изделия, мёд, вино, сливочное и растительное масло, сухое молоко).
Китайско-казахстанский центр международного приграничного сотрудничества «Хоргос» входит в состав Синьцзянской зоны свободной торговли. Его магазины беспошлинной торговли ежегодно обслуживают миллионы покупателей. 

## Транспорт

### Железнодорожный
Важное значение имеет грузовое железнодорожное сообщение по маршруту Хоргос — Казахстан — Европа, стартовавшее в марте 2016 года (экспорт автомобилей, тракторов, электроники, одежды, обуви, косметики, потребительских товаров, стройматериалов). В 2022 году через КПП Хоргос прошло более 7 тыс. грузовых поездов, следовавших по маршруту Китай — Европа; они перевезли более 40 млн тонн грузов.
По итогам 2024 года через железнодорожный КПП Хоргос прошло 8730 грузовых поездов, следовавших по международным маршрутам грузоперевозок, что на 12,5 % больше, чем годом ранее. Объем железнодорожных грузоперевозок через КПП Хоргос составил 12,08 млн тонн, увеличившись на 10,9 % в годовом исчислении.

### Автомобильный
Через КПП Хоргос — Нурлы-Жол в Центральную Азию экспортируются китайские овощи и фрукты (в том числе яблоки, цитрусовые, перец и помидоры).